# La Flûte enchantée (film, 1975)
Pour les articles homonymes, voir La Flûte enchantée (homonymie).
Pour plus de détails, voir Fiche technique et Distribution.
La Flûte enchantée (Trollflöjten) est un film suédois réalisé par  Ingmar Bergman , sorti le  4 octobre 1975 . Ce film d'opéra adapte l'œuvre du même nom de Mozart.

## Synopsis
La Reine de la nuit demande au prince Tamino de retrouver sa fille Pamina, qui a été enlevée par un prêtre nommé Sarastro. Le prince part avec Papageno, un oiseleur. Lorsqu'ils retrouvent la princesse, ils découvrent que la situation n'est pas aussi tranchée que le disait la reine. Sarastro accepte l'union de Tamino et Pamina à condition qu'ils réussissent chacun leur parcours initiatique.

## Fiche technique
- Titre : La Flûte enchantée
- Titre original : Trollflöjten
- Réalisation : Ingmar Bergman
- Scénario : Ingmar Bergman, d'après l'opéra de Mozart, sur un livret d'Emanuel Schikaneder : La Flûte enchantée
- Production : Måns Reuterswärd pour Sveriges Radio
- Décors : Enny Noremark
- Musique : Wolfgang Amadeus Mozart
- Direction musicale : Eric Ericson
- Orchestre : Orchestre symphonique de la radio suédoise
- Photographie : Sven Nykvist
- Chorégraphie : Donya Fener
- Montage : Siv Lundgren
- Pays de production :  Suède
- Format : Couleurs - 1,37:1
- Langue de tournage : suédois
- Genre : Film opéra
- Durée : 135 minutes
- Date de sortie : 4 octobre 1975 (Suède)

## Distribution
- Ulrik Cold (en) : Sarastro
- Håkan Hagegård (en) : Papageno
- Birgit Nordin (en) : la Reine de la nuit
- Irma Urrila : Pamina
- Elisabeth Eriksson : Papagena
- Joseph Kostlinger : Tamino
- Rognar Ufung : Monostatos
- Gösta Prüzelius : le premier prêtre

## Autour du film
- L'opéra, qui est un singspiel, est joué et chanté en suédois[1].
- Bergman a utilisé le théâtre de Drottningholm (XVIIIe siècle)[2], proche de Stockholm, comme cadre de son tournage, pour l'inscrire dans une scénographie théâtrale, même si la mise en scène dépasse souvent le strict cadre de la scène, non seulement par de ponctuels gros plans sur les spectateurs ou des regards en coulisse, mais également par le dispositif des décors. S'il recoure avec visiblement beaucoup de plaisirs à des dispositifs théâtraux (décors à double fond, fumigènes découvrant des diablotins grassouillets), il utilise aussi des jeux de lumières, ou encore des procédés cinématographiques très simples dans ce film, comme ce moment où il découvre le visage de Pamina dans un médaillon : trois plans de Panima se succèdent comme si elle prenait vie à ses yeux[1],[3].
- Il a fallu deux ans de préparation et neuf mois de tournage pour réaliser le film.

## Accueil
Ce film est un grand succès. Lors de sa première télédiffusion le jour de l'an 1975, il touche un tiers de la population suédoise, et lors de sa sortie en salle, il est particulièrement apprécié. Le film a été présenté au Festival de Cannes 1975, mais n'a pas été inscrit dans la compétition principale.

## Distinctions
- Césars 1976 : nomination au César du meilleur film étranger